# Mina Boulby

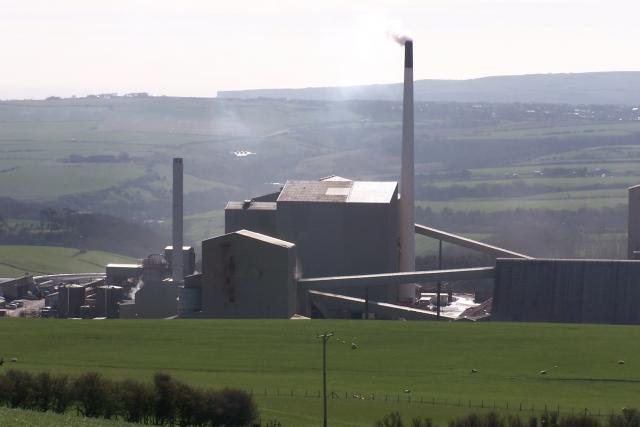
Activitatea de la suprafață la Mina Boulby

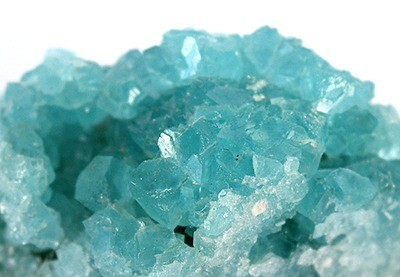
Cristale de boracit verde-albastru descoperite în Mina Boulby. Dimensiune: 4.0 × 2.4 × 2.0 cm.[clarification needed]

Mina Boulby are o suprafață de 200 de hectare și este localizată la sud-est de satul Boulby, pe coasta nord-estică a parcului national North York Moors din regiunea Redcar and Cleveland, Anglia. Mina este deținută de Cleveland Potash Limited, care este o subsidiară a companiei Israel Chemicals Ltd.
Exploatarea minieră produce jumătate din necesarul de potasă al Marea Britanie. Minereul extras conține 35-45% silvină și 45-55% Sare gemă. Rocile de sare sunt extrase ca produs suplimentar și sunt folosite pe drumurile din regiune ca material antiderapant, când se circulă în condiții de iarnă.
Mina are 1001 angajați și poate produce până la un milion de tone de potasă pe an. Având adâncimea de 1400 metri, este a doua cea mai adâncă mină din Europa și are o rețea de galerii subterane care se întind sub Marea Nordului, cu o lungime totală de 1000 km .
Cleveland Potash Limited a raportat o cifră de afaceri de 194 de milioane de lire sterline în 2013, mai mult față de cele 162 de milioane raportate în anul anterior. În ciuda cifrei de afaceri mărite, compania a suferit pierderi de 194 de milioane de lire, datorită scăderii prețurilor la potasă.

## Istoric
În 1939, potasa a fost descoperită în zona satului Aislaby când s-au făcut prospecțiuni pentru petrol. Rezervele au fost investigate în anii '50, dar s-a considerat că exploatarea nu este viabilă economic datorită adâncimii. Soluția mineritului a fost luată în considerare în 1962, dar nu s-a aplicat.
Imperial Chemical Industries (ICI) a început construcția minei în 1969, și a început producția de potasă în 1973. Mina reprezenta sursa întregii potase produse în Regatul Unit - circa 55% din piața din Marea Britanie. Potasa se află la adâncimi între 1,2 km și 1,5 km, iar filonul de potasă are o grosime de 7 metri. Doar după 1984 mina a început să fie profitabilă.
În aprilie 2011, mina a început prima producție comercială la nivel mondial, a polihalit, un mineral rar care a fost găsit în cantități mari într-un filon de sub mare, cu resurse estimate la un miliard de tone, aflate la mai mult de 1,5 kilometri în largul mării. Mineralul are potențial comercial ca îngrășământ anorganic.
Planurile includ extinderea minei către est și îmbunătățirea facilităților pentru creșterea capacității de producție. Grupurile de ecologiști consideră că dezvoltarea minei poate avea efecte negative asupra zonei respective.

## Transport
Cea mai mare parte din producția minei este transportată pe calea ferată, locația aflându-se la sud de Loftus, pe ruta fostei căi ferate WRMU (Whitby Redcar and Middlesbrough Union Railway), care s-a închis pe 5 mai 1958. Astăzi, linia este deschisă de la Saltburn până la Boulby pentru traficul de mărfuri. Teesport se ocupă de transportul minereurilor de la mină, existând terminale speciale pentru potasă și pentru sare.

## Laboratorul subteran

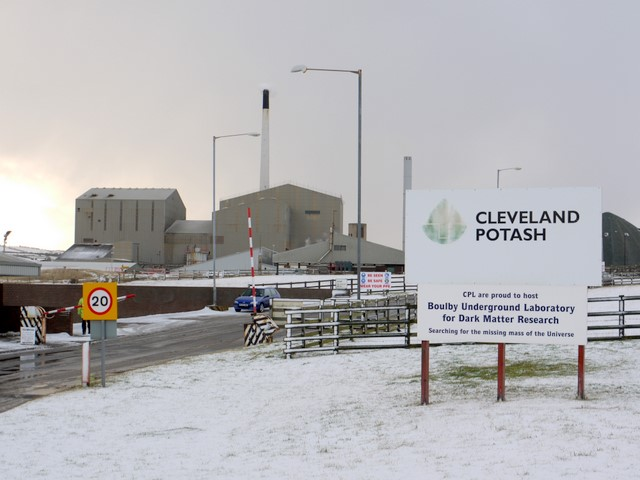
Intrarea în mină cu semnalizarea laboratorului.

Datorită adâncimii, Mina Boulby găzduiește detectorul de materie neagră ZEPLIN-III, în Laboratorul Subteran Boulby, la o adâncime de 1100 metri.
Centrul Britanic pentru Astrobiologie realizează cercetări în laboratorul subteran, unde se studiază organisme extremofile care pot supraviețui unui mediu foarte sărat. Locația este folosită și pentru testarea roverelor marțiene ale NASA.